# بخش منچستر (شهرستان مورگان، اوهایو)
بخش منچستر (به انگلیسی: Manchester Township) یک منطقهٔ مسکونی در ایالات متحده آمریکا است که در شهرستان مورگان، اوهایو واقع شده‌است.
 بخش منچستر ۴۸٫۱ کیلومتر مربع مساحت و ۱۴۱ نفر جمعیت دارد و ۲۹۹ متر بالاتر از سطح دریا واقع شده‌است.